# Сузана Кларк
Сузана Мери Кларк (на английски: Susanna Clarke) е британска писателка на произведения в жанра фентъзи и научна фантастика.

## Биография и творчество
Родена е на 1 ноември 1959 г. в Нотингам, Англия, в семейство на ръководител на методистката църква. Има брат Пол Фредерик Гън Кларк, който е починал през 2000 г. Прекарва детството си в градове на Северна Англия и Шотландия. Чете много от произведенията на сър Артър Конан Дойл, Чарлз Дикенс и Джейн Остин.
Учи в колежа „Сейн Хилда“ в Оксфорд, който завършва през 1981 г. с бакалавърска степен по философия, политика и икономика. В продължение на 8 години работи за издателствата „Гордън Фрейзър“ и „Куатро Букс“. В периода 1990-1991 г. е учител по английски език във „Фиат Мотор Къмпани“ в Торино, Италия, а в периода 1991-1992 г. е преподавател по английски език в Билбао, Испания. Връща се в Англия през 1992 г. и прекарва известно време в графство Дърам. След това в периода 1993-2003 г. е редактор в издателство „Саймън и Шустър“ в Кеймбридж.
От 1993 г. започва да мисли за написването на роман. Изкарва кратък курс по писане от писателите Колин Грийланд и Джеф Райман. В продължение на 10 години пише различни части от романа, а някои от тях, като „The Ladies of Grace Adieu“, публикува отделно в различни антологии.
През есента на 2004 г. обемният ѝ фентъзи роман „Джонатан Стрейндж и мистър Норел“ (с около 800 стр.) е публикуван едновременно в няколко страни и в различни преводи. В него се разказва историята на двама магьосници в началото на 19 век в Лондон, и представлява забавна и остроумна смесица от фентъзи, алтернативна история и исторически роман, комедия на обноски и готическа приказка. Той е много добре приет от критиката и става международен бестселър. Удостоен е с различни литературни награди – „Хюго“ за най-добър роман, „Локус“ за най-добър първи роман, награда на вестник „Таймс“ и световната награда за фентъзи. По романа се подготвя екранизирането през 2014 г. във Великобритания на едноименен ТВ мини сериал в 7 части.
През 2006 г. е издаден сборника ѝ с 8 фентъзи разказа „The Ladies of Grace Adieu: And Other Stories“, в които се разказва историята на три дами с магически способности – Касандра Парбринджър, мис Тобиас и госпожа Фийлдс, които помагат за спасяването на херцога на Уелингтън и Мери, кралицата на шотландците.
Сузана Кларк живее с партньора си, писателя и критик Колин Грийланд, в Кеймбридж, Англия.

## Произведения

### Самостоятелни романи
- Джонатан Стрейндж и мистър Норел, Jonathan Strange & Mr Norrell (2004) – награда „Хюго“, награда „Локус“, награда на вестник „Таймс“, световна награда за фентъзи

### Сборници
- The Ladies of Grace Adieu: And Other Stories (2006)

### Разкази
- The Ladies of Grace Adieu (1996)
- Stopp't-Clock Yard (1996)
- On Lickerish Hill (1997)
- Mrs Mabb (1998)
- The Duke of Wellington Misplaces His Horse (1999)
- Mr. Simonelli Or the Fairy Widower (2000)

### Антологии с участието на писателката
- Book of Dreams (1991)
- The Year's Best Fantasy and Horror Tenth Annual Collection (1997)
- Black Swan, White Raven (1997)
- The Year's Best Fantasy and Horror Twelfth Annual Collection (1999)
- Black Heart, Ivory Bones (2000)
- The Year's Best Fantasy and Horror Thirteenth Annual Collection (2000)